# Kayaba Ka-1
Kayaba Ka-1 och Ka-2 var japanska autogiror, som användes av den Kejserliga japanska armén under andra världskriget för artilleriobservation. De utvecklades från den amerikanska Kellett KD-1A och tillverkades 1941–1945 i 98 exemplar.
Kejserliga japanska armén utvecklade autogiron Ka-1 för användning som sambandsflygplan, artilleriobservation och för ubåtsbekämpning på basis av en Kellett KD-1 autogiro, som importerats till Japan 1939, men som skadats svårt strax efter ankomsten. KYB Corporation fick i uppdrag av armén att utveckla en liknande luftfarkost, och den första prototypen premiärflögs den 26 maj 1941. Autogiron utvecklades ursprungligen som plattform för artilleriobservation. Armén uppskattade autogirons korta startsträcka på 30 meter och dess begränsade underhållsbehov. En serieproduktion påbörjades samma år och de första luftfarkosterna placerades ut på artilleriförband med en besättning på två: en pilot och en artilleriobservatör. 
Prototypen Ka-Go var en reparerad Kellett KD-1A, med en 240 hästkrafters Argus As 10c. Den följdes av 20 serieproducerade Ka-1.Den första serien följde av en serie på 77 Ka-2, som hade en Jacobs L-4MA-7-motor som var lik den motor som satt i Kellett KD-1. Av sammanlagt 98 producerade flygplanskroppar för Ka-1 och Ka-2 förstördes tolv innan de kunde levereras till armén, medan omkring 30 aldrig fick motorer installerade. Omkring 50 färdiga autogiror levererades till armén, varav 30 sattes i tjänst.